# How to be happy Girl!?
「How to be happy Girl!?」（ハウ・トゥ・ビー・ハッピー・ガール）はHbG×B.B.クィーンズのシングル。2012年5月2日にB-Gram RECORDSより発売された。

## 解説
バッグブランド「HbG」とのコラボレートの一環で行われた本作は、シンガーソングライターとしての活動を休止したさぁさが初の作詞提供をした。カップリングの「レッツゴー!ガール!!」はSKULL CANDYのTATSUYAによる作詞。さぁさ同様、こちらも初の作詞提供をしている。

## 収録曲
（全編曲：MIO）
1. How to be happy Girl!? [4:01]
作詞：さぁさ　作曲：福井元気
2. レッツゴー!ガール!! [4:39]
作詞：TATSUYA　作曲：小澤正澄